# Hercule Louis Catenacci
Hercule Louis Catenacci, né en 1816 à Ferrare et mort à Paris le 12 mai 1884, est un peintre, illustrateur, aquarelliste et graveur paysagiste français d'origine italienne.

## Biographie

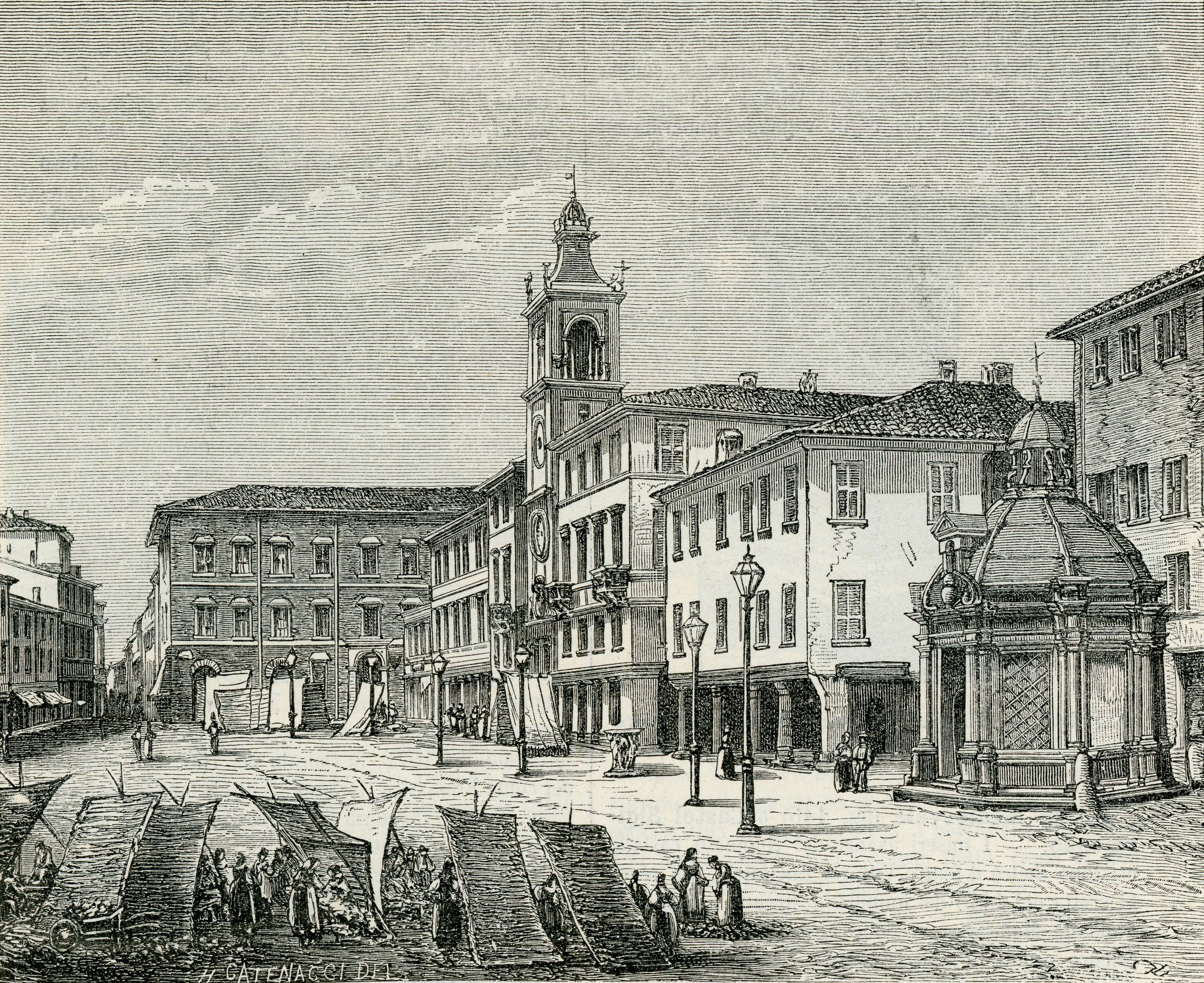
Place Jules César à Rimini, gravure sur bois, signée en bas « H. Catenacci del » (dessin, avant 1884).

Hercule Catenacci arrive en France en 1831. Il a exécuté de nombreuses gravures, dont des gravures sur bois, représentant des paysages français et des scènes de l'époque. Il réalisa aussi de nombreux médaillons représentant des scènes de vie maritime et des allégories mythologiques. Il réalisa également des armoiries. Il est l'auteur du titre en 1857 du périodique Le Monde illustré.
Il a également réalisé de nombreux portraits de papes et des reproductions de tableaux de grands peintres dont : Van Dick, Raphaël, Bramante, Boticelli, Michel-Ange, Titien.
Il illustra de nombreux ouvrages, parmi lesquels le livre sur La Touraine publié par la librairie Marne en 1855 ; les Trésors de l'Art et les Galeries publiques de l'Europe par Armengaud ; le Virgile et l'Horace chez Firmin Didot ; et d'autres ouvrages chez les éditions Plon, Didier et Renouard.
Il fut chargé de peindre les pages principales de la "bulle Ineffabilis", pour l'ouvrage le Concile œcuménique ; il avait été nommé, pour ce travail, commandeur de l'ordre de Saint-Grégoire-le-Grand.
Son nom a été donné à un Prix de l'Académie Française, le Prix Hercule-Catenacci. Ce prix annuel est destiné à encourager la publication de livres d'histoire illustrés de luxe.